# 亨特 (亞利桑那州)
亨特（英語：Hunt）是位於美國亞利桑那州阿帕契縣的一個非建制地區。該地的面積和人口皆未知。

## 地理
亨特的座標為34°36′36″N 109°37′39″W / 34.61000°N 109.62750°W，而該地的平均海拔高度為1656米（即5433英尺）。